# Rabus (Nürnberg)
Rabus ist der Name eines Stadtviertels in Nürnberg, der auch im Namen des Distrikts 150 Gugelstraße (Rabus) genannt wird. Der Distrikt befindet sich im Statistischen Bezirk 15 Gugelstraße. Kennzeichnend für Rabus war vor allem die hohe Gaststätten- und Kneipendichte sowie die verästelte Straßenstruktur. Ferner gab es eine große Anzahl an kleinen Zulieferbetrieben für die großen Werke der MAN und den Siemens-Schuckert-Werken.

## Lage
Der Stadtteil Rabus liegt zwischen Steinbühl im Nordwesten, Lichtenhof im Nordosten, Neulichtenhof im Osten und Gibitzenhof im Süden und Südwesten. Abgegrenzt wird das Gebiet ungefähr durch den südlichen Teil der Gugelstraße, die Markgrafenstraße und die Frankenstraße. In der Nähe befinden sich die MAN- sowie ehemals die Siemens-Schuckertwerke, heute Siemens AG.

## Geschichte
Rabus entstand in den letzten Jahrzehnten des 19. Jahrhunderts als Arbeiterviertel, bevor es 1899 in das Nürnberger Stadtgebiet eingefügt wurde. Bis in die 1920er Jahre war der Stadtteil vor allem durch Menschen aus der ländlichen Umgebung besiedelt. Ein jährlich stattfindendes Ereignis war bis zum Zweiten Weltkrieg die Rabuser Kirchweih. Der Ortsname Rabus leitet sich vom böhmischen „Rabause“ ab, was so viel wie hauen, kerben oder roden, in dem Fall das Roden des Reichswaldes für den Ort Rabus ableitet. Während der Industrialisierung wanderte ein großer Teil der Einwohner von Rabus aus Böhmen, der Oberpfalz und Niederbayern zu. Die Einwohner brachten teilweise ihr Bräuche und die Traditionen ihrer Heimat mit, die bis zum Zweiten Weltkrieg Rabus noch stark geprägt hatten. Rabus war aufgrund der benachbarten MAN und der Siemens-Schuckert-Werke Ziel von zahlreichen britischen Luftangriffen. Besonders die verheerenden britischen Luftangriffe am 2. Januar 1945 und am 16. März 1945 hatten die Bausubstanz von Rabus erheblich zerstört und zahlreiche Todesopfer innerhalb der Zivilbevölkerung gefordert.

## Straßen
Innerhalb des Dreiecks (südl.) Gugelstraße – Markgrafenstraße – Frankenstraße verlaufen die Schwabenstraße, die Sperlingstraße, die Habichtstraße, die Spechtstraße, die Sperberstraße und die Falkenstraße. Die Kurfürsten- und die Kanzlerstraße im Westen der Markgrafenstraße
gehören ebenfalls noch zu Rabus.

## Siemens-Schuckert-Siedlung
Um die Arbeiter der in der Nähe gelegenen und Anfang des 20. Jahrhunderts sehr stark expandierenden Siemens-Schuckertwerke unterbringen zu können, entstanden 1898–1908 planmäßige Wohnanlagen in Arbeitervorstädten. Die Siemens-Schuckert-Siedlung in der Gauß-, Helmholtz-, Siemens-, Galvani-, Watt- und Voltastraße fällt besonders durch sehr einheitliche Gebäude- und Wohnungsgrößen auf. Im Gegensatz zu den Wohnhäusern in Rabus waren die Gebäude des Bauverein Siemens-Schuckert im Zweiten Weltkrieg nicht so stark zerstört.
Die Siedlung des Bauverein Siemens-Schuckert gehört jedoch nicht mehr zu Rabus.